# Кунівська сільська рада (Ізяславський район)
Ку́нівська сільська́ ра́да — адміністративно-територіальна одиниця та орган місцевого самоврядування в Ізяславському районі Хмельницької області. Адміністративний центр — село Кунів.

## Загальні відомості
Кунівська сільська рада утворена в 1944 році.
- Територія ради: 55,649 км²
- Населення ради: 1 265 осіб (станом на 2001 рік)
- Територією ради протікає річка Вілія

## Населені пункти
Сільській раді підпорядковані населені пункти:
- с. Кунів
- с. Антонівка
- с. Долоччя
- с. Кам'янка

## Склад ради
Рада складається з 14 депутатів та голови.
- Голова ради: Качур Ярослав Миколайович
- Секретар ради: Бардашевська Наталія Володимирівна

### Керівний склад попередніх скликань
| Прізвище, ім'я, по батькові     | Основні відомості                                                 | Дата обрання | Дата звільнення |
| ------------------------------- | ----------------------------------------------------------------- | ------------ | --------------- |
| Михайловський Микола Максимович | Сільський голова, 1950 року народження, безпартійний              | 26.03.2006   | 31.10.2010      |
| Качур Ярослав Миколайович       | Сільський голова, 1980 року народження, освіта вища, безпартійний | 31.10.2010   |                 |

Примітка: таблиця складена за даними сайту Верховної Ради України

### Депутати
За результатами місцевих виборів 2010 року депутатами ради стали:

#### За суб'єктами висування
| Суб'єкт висування            | Кількість обраних депутатів | %    |
| ---------------------------- | --------------------------- | ---- |
| Народна партія               | 4                           | 28,6 |
| Партія регіонів              | 4                           | 28,6 |
| Самовисування                | 3                           | 21,4 |
| Соціалістична партія України | 3                           | 21,4 |

#### За округами
| № округу                     | Прізвище, ім'я, по батькові        | Дата визнання обраним | Освіта  | Партійна приналежність             | Відомості про обраного депутата                      |
| ---------------------------- | ---------------------------------- | --------------------- | ------- | ---------------------------------- | ---------------------------------------------------- |
| Народна Партія               |                                    |                       |         |                                    |                                                      |
| 2                            | Косік Юрій Федорович               | 04.11.2010            | середня | позапартійний                      | ТОВ «Кунівське», бригадир                            |
| 9                            | Карпенко Микола Мефодійович        | 04.11.2010            | вища    | член Народної партії               | ТОВ «Кунів», економіст                               |
| 11                           | Соколовський Володимир Едуардович  | 04.11.2010            | середня | член Народної партії               | ТОВ «Кунівське», тракторист                          |
| 13                           | Коваль Галина Трохимівна           | 04.11.2010            | вища    | член Народної партії               | ТОВ «Кунівське», обліковець                          |
| Партія регіонів              |                                    |                       |         |                                    |                                                      |
| 1                            | Бардашевська Наталія Володимирівна | 04.11.2010            | вища    | позапартійна                       | Кунівська сільська рада, секретар                    |
| 4                            | Федіковський Олександр Миколайович | 04.11.2010            | середня | позапартійний                      | Славутський маслозавод, збирач молока                |
| 6                            | Озімковська Лариса Олександрівна   | 04.11.2010            | вища    | позапартійна                       | Кунівська сільська рада, землевпорядник              |
| 7                            | Кулаківська Ліза Володимирівна     | 04.11.2010            | вища    | позапартійна                       | Кунівська загальноосвітня школа, вчитель             |
| Соціалістична партія України |                                    |                       |         |                                    |                                                      |
| 3                            | Несвіцька Ніна Борисівна           | 04.11.2010            | вища    | член Соціалістичної партії України | Амбулаторія, фельдшер                                |
| 10                           | Пасічник Сергій Миколайович        | 04.11.2010            | середня | член Соціалістичної партії України | тимчасово не працює                                  |
| 14                           | Цвях Людмила Тимофіївна            | 04.11.2010            | вища    | член Соціалістичної партії України | Кам'янський фельдшерсько-акушерський пункт, фельдшер |
| Самовисування                |                                    |                       |         |                                    |                                                      |
| 5                            | Равчук Анатолій Андрійович         | 04.11.2010            | середня | член Народної партії               | ТОВ «Кунів», комірник                                |
| 8                            | Штундер Світлана Миколаївна        | 04.11.2010            | вища    | позапартійна                       | Кунівська загальноосвітня школа, вчитель             |
| 12                           | Дмитрук Людмила Дмитрівна          | 04.11.2010            | вища    | позапартійна                       | пенсіонер                                            |